# Puchar Ameryki w bobslejach 2012/2013
Puchar Ameryki w bobslejach 2012/2013 rozpoczął się 9 listopada 2012 w Park City, a zakończył 9 grudnia 2012 w Calgary. W rywalizacji kobiet zwyciężyła reprezentantka Stanów Zjednoczonych Berit Tomten. W dwójkach czwórkach mężczyzn, a także w kombinacji najlepszy okazał się Amerykanin Codie Bascue.

## Kalendarz Pucharu Ameryki Północnej
| Lp.   | Data                 | Miejscowość | Konkurencja      | 1 miejsce                                                                         | 2 miejsce                                                                         | 3 miejsce                                                                    |
| ----- | -------------------- | ----------- | ---------------- | --------------------------------------------------------------------------------- | --------------------------------------------------------------------------------- | ---------------------------------------------------------------------------- |
| 1. PA | 9–11 listopada 2012  | Park City   | Dwójka kobiet    | Bree Schaaf Kristi Koplin                                                         | Mica McNeill Frances Slater                                                       | Megan Hill Hyleas Fountain                                                   |
| 1. PA | 9–11 listopada 2012  | Park City   | Dwójka kobiet    | Bree Schaaf Kristi Koplin                                                         | Mica McNeill Amy Hill                                                             | Megan Hill Maureen Ajoku                                                     |
| 1. PA | 9–11 listopada 2012  | Park City   | Dwójka mężczyzn  | Codie Bascue Chris Langton                                                        | Jay Noller Thomas White                                                           | Heath Spence Duncan Harvey                                                   |
| 1. PA | 9–11 listopada 2012  | Park City   | Dwójka mężczyzn  | Codie Bascue Jordan Quam                                                          | Heath Spence Duncan Harvey                                                        | Michael Klingler Bruno Meyerhans                                             |
| 1. PA | 9–11 listopada 2012  | Park City   | Czwórka mężczyzn | Stany Zjednoczone Codie Bascue · Jordan Quam · Chris Langton · Samuel Michener    | Stany Zjednoczone Jay Noller · Jim Carriel · Caleb Pelger · Adrian Adams          | Japonia Hiroshi Suzuki · Takahiro Sema · Ryuichi Kobayashi · Toshiki Kuroiwa |
| 1. PA | 9–11 listopada 2012  | Park City   | Czwórka mężczyzn | Stany Zjednoczone Codie Bascue · Jordan Quam · Chris Langton · Samuel Michener    | Stany Zjednoczone Jake Peterson · Nathan Weber · Michael McCarty · Harry Lightsey | Stany Zjednoczone Jay Noller · Jim Carriel · Caleb Pelger · Adrian Adams     |
| 2. PA | 12–18 listopada 2012 | Calgary     | Dwójka kobiet    | Katelyn Kelly Ida Bernstein                                                       | Mica McNeill Frances Slater                                                       | Rosalyn Nykolichuk Alysia Rissling                                           |
| 2. PA | 12–18 listopada 2012 | Calgary     | Dwójka kobiet    | Mica McNeill Frances Slater                                                       | Katelyn Kelly Ida Bernstein                                                       | Kimberley Garside Melissa Lowe                                               |
| 2. PA | 12–18 listopada 2012 | Calgary     | Dwójka mężczyzn  | Codie Bascue Chris Langton                                                        | Jake Peterson Dakarai Kongela                                                     | Michael Klingler Richard Wunder                                              |
| 2. PA | 12–18 listopada 2012 | Calgary     | Dwójka mężczyzn  | Codie Bascue Samuel Michener                                                      | Jake Peterson Nathan Weber                                                        | Michael Klingler Bruno Meyerhans                                             |
| 2. PA | 12–18 listopada 2012 | Calgary     | Czwórka mężczyzn | Stany Zjednoczone Codie Bascue · Pete Yemm · Chris Langton · Samuel Michener      | Kanada Brad Reinsch · Taylor Austin · Ben Klepacki · Joey Nemet                   | Japonia Hiroshi Suzuki · Takahiro Sema · Ryuichi Kobayashi · Toshiki Kuroiwa |
| 2. PA | 12–18 listopada 2012 | Calgary     | Czwórka mężczyzn | Stany Zjednoczone Jake Peterson · Nathan Weber · Harry Lightsey · Dakarai Kongela | Stany Zjednoczone Codie Bascue · Pete Yemm · Chris Langton · Samuel Michener      | Stany Zjednoczone Jay Noller · Caleb Pelger · Thomas White · Adrian Adams    |
| 3. PA | 3–12 grudnia 2012    | Calgary     | Dwójka kobiet    | Bree Schaaf Kristi Koplin                                                         | Wendy Morrow Alysia Rissling                                                      | Kimberley Garside Melissa Lowe                                               |
| 3. PA | 3–12 grudnia 2012    | Calgary     | Dwójka kobiet    | Bree Schaaf Kristi Koplin                                                         | Berit Tomten Maureen Ajoku                                                        | Kimberley Garside Melissa Lowe                                               |
| 3. PA | 3–12 grudnia 2012    | Calgary     | Dwójka kobiet    | Bree Schaaf Kristi Koplin                                                         | Rosalyn Nykolichuk Chelsea Karpenko                                               | Berit Tomten Maureen Ajoku                                                   |
| 3. PA | 3–12 grudnia 2012    | Calgary     | Dwójka mężczyzn  | Codie Bascue Samuel Michener                                                      | Jan Vrba Michal Vacek                                                             | Brad Reinsch Ben Klepacki                                                    |
| 3. PA | 3–12 grudnia 2012    | Calgary     | Dwójka mężczyzn  | Jan Vrba Dominik Suchy                                                            | Codie Bascue Thomas White                                                         | Jake Peterson Dakarai Kongela                                                |
| 3. PA | 3–12 grudnia 2012    | Calgary     | Dwójka mężczyzn  | Jan Vrba Jan Stokláska                                                            | Codie Bascue Samuel Michener                                                      | Brad Reinsch Ben Klepacki                                                    |
| 3. PA | 3–12 grudnia 2012    | Calgary     | Czwórka mężczyzn | Czechy Jan Vrba · Dominik Suchy · Jan Stokláska · Michal Vacek                    | Słowacja Milan Jagnesak · Martin Tesovic · Vladimir Simik · Adam Zawacky          | Stany Zjednoczone Codie Bascue · Pete Yemm · Thomas White · Samuel Michener  |
| 3. PA | 3–12 grudnia 2012    | Calgary     | Czwórka mężczyzn | Czechy Jan Vrba · Dominik Suchy · Jan Stokláska · Michal Vacek                    | Słowacja Milan Jagnesak · Martin Tesovic · Vladimir Simik · Adam Zawacky          | Stany Zjednoczone Codie Bascue · Pete Yemm · Thomas White · Samuel Michener  |

## Klasyfikacje

### Dwójka kobiet
| Miejsce | Pilot              | Kraj              | PKC | PKC | CAL | CAL | CAL | CAL | CAL | Punkty |
| 1.      | Berit Tomten       | Stany Zjednoczone | 5   | 4   | 5   | 5   | 4   | 2   | 3   | 680    |
| 2.      | Kimberley Garside  | Kanada            | 6   | 9   | 4   | 3   | 3   | 3   | 4   | 662    |
| 3.      | Rosalyn Nykolichuk | Kanada            | 9   | 6   | 3   | 4   | 5   | 5   | 2   | 656    |
| 4.      | Bree Schaaf        | Stany Zjednoczone | 1   | 1   | –   | –   | 1   | 1   | 1   | 600    |
| 5.      | Brianne Rutter     | Kanada            | 11  | 11  | 8   | 8   | 8   | 9   | 9   | 528    |
| 6.      | Kim Sun-ok         | Korea Południowa  | 8   | 7   | dsq | 6   | 6   | 6   | 6   | 516    |
| 7.      | Mica McNeill       | Wielka Brytania   | 2   | 2   | 2   | 1   | –   | –   | –   | 450    |
| 8.      | Kelly Katelyn      | Wielka Brytania   | 4   | 5   | 1   | 2   | –   | –   | –   | 418    |
| 9.      | Nicole Vogt        | Stany Zjednoczone | –   | –   | 6   | 7   | dsq | 7   | 7   | 340    |
| 10.     | Shannon Kane       | Kanada            | 10  | 10  | 7   | 9   | –   | –   | –   | 304    |
| 11.     | Wendy Morrow       | Kanada            | –   | –   | –   | –   | 2   | 4   | 5   | 298    |
| 12.     | Brittany Reinbolt  | Stany Zjednoczone | –   | –   | –   | –   | 7   | 8   | 8   | 244    |
| 13.     | Megan Hill         | Stany Zjednoczone | 3   | 3   | –   | –   | –   | –   | –   | 204    |
| 14.     | Misuzu Yoshimura   | Japonia           | 7   | 8   | –   | –   | –   | –   | –   | 164    |

### Dwójka mężczyzn
| Miejsce | Pilot             | Kraj              | PKC | PKC | CAL | CAL | CAL | CAL | CAL | Punkty |
| 1.      | Codie Bascue      | Stany Zjednoczone | 1   | 1   | 1   | 1   | 1   | 2   | 2   | 820    |
| 2.      | Jake Peterson     | Stany Zjednoczone | 5   | 5   | 2   | 2   | 5   | 3   | 4   | 694    |
| 3.      | Michael Klingler  | Liechtenstein     | 7   | 3   | 3   | 3   | 10  | 6   | 9   | 626    |
| 4.      | Jay Noller        | Stany Zjednoczone | 2   | 4   | 4   | 4   | 6   | 11  | 11  | 622    |
| 5.      | Hiroshi Suzuki    | Japonia           | 4   | 6   | 5   | 5   | 7   | 5   | 12  | 608    |
| 6.      | Brad Reinsch      | Kanada            | 9   | 12  | 8   | 8   | 3   | 7   | 3   | 588    |
| 7.      | Colin Coughlin    | Stany Zjednoczone | 7   | 8   | 12  | 12  | 11  | 12  | 13  | 484    |
| 8.      | Heath Spence      | Australia         | 3   | 2   | –   | –   | 9   | 8   | 7   | 452    |
| 8.      | Kim Dong-hyun     | Korea Południowa  | 10  | 13  | 10  | 11  | 18  | 13  | 8   | 452    |
| 10.     | Chris Gudzowsky   | Kanada            | 6   | 8   | 9   | dsq | 12  | 14  | 15  | 416    |
| 11.     | Payton Berezowski | Kanada            | –   | 9   | 11  | 6   | 14  | 15  | 14  | 396    |
| 12.     | Winston Watt      | Jamajka           | –   | –   | 7   | 7   | 13  | 9   | 6   | 392    |
| 13.     | Jan Vrba          | Czechy            | –   | –   | –   | –   | 2   | 1   | 1   | 350    |
| 14.     | Eduardo Fonseca   | Panama            | 11  | 11  | 12  | 10  | 15  | dsq | dsq | 324    |
| 15.     | Oliver Biddulph   | Wielka Brytania   | 12  | 10  | 6   | 9   | –   | –   | –   | 300    |
| 16.     | Martin White      | Nowa Zelandia     | 14  | 15  | 16  | –   | 16  | 17  | 17  | 292    |
| 17.     | Milan Jagnesak    | Słowacja          | –   | –   | –   | –   | 4   | 10  | 5   | 260    |
| 18.     | Won Yun-jong      | Korea Południowa  | –   | –   | –   | –   | 8   | 4   | 10  | 248    |
| 19.     | Damian Boyle      | Kanada            | 13  | 14  | 15  | 13  | –   | –   | –   | 228    |
| 20.     | Taylor Austin     | Kanada            | –   | –   | –   | –   | 16  | 16  | 16  | 144    |
| 21.     | Bruno Meyerhans   | Liechtenstein     | –   | –   | 16  | –   | –   | –   | –   | 56     |
| 22.     | Christopher Korol | Kanada            | 0   | –   | –   | –   | –   | –   | –   | 0      |

### Czwórka mężczyzn
| Miejsce | Pilot             | Kraj              | PKC | PKC | CAL | CAL | CAL | CAL | Punkty |
| 1.      | Codie Bascue      | Stany Zjednoczone | 1   | 1   | 1   | 2   | 3   | 3   | 766    |
| 2.      | Brad Reinsch      | Kanada            | 6   | 5   | 2   | 5   | 4   | 5   | 672    |
| 3.      | Hiroshi Suzuki    | Japonia           | 3   | 4   | 3   | 4   | 5   | 6   | 664    |
| 4.      | Jake Peterson     | Stany Zjednoczone | dsq | 2   | 5   | 1   | 6   | 4   | 602    |
| 5.      | Chris Gudzowsky   | Kanada            | 4   | 6   | 6   | 6   | 12  | 12  | 564    |
| 6.      | Jay Noller        | Stany Zjednoczone | 2   | 3   | 4   | 3   | 9   | 9   | 562    |
| 7.      | Michael Klingler  | Liechtenstein     | 5   | 7   | 8   | 9   | 11  | 10  | 552    |
| 8.      | Kim Dong-hyun     | Korea Południowa  | 7   | dsq | 9   | 8   | 10  | 11  | 452    |
| 9.      | Jan Vrba          | Czechy            | –   | –   | –   | –   | 1   | 1   | 360    |
| 10.     | Milan Jagnesak    | Słowacja          | –   | –   | –   | –   | 2   | 2   | 330    |
| 11.     | Oliver Biddulph   | Wielka Brytania   | 8   | 8   | 7   | 7   | –   | –   | 328    |
| 12.     | Heath Spence      | Australia         | dsq | 9   | –   | –   | 7   | 8   | 324    |
| 13.     | Payton Berezowski | Kanada            | –   | –   | 10  | 10  | 14  | 14  | 320    |
| 14.     | Won Yun-jong      | Korea Południowa  | –   | –   | –   | –   | 7   | 8   | 232    |
| 15.     | Winston Watt      | Jamajka           | –   | –   | –   | –   | 13  | 13  | 120    |